# Floris Wortelboer
Floris Wortelboer (* 4. August 1996 in Teteringen) ist ein niederländischer Hockeyspieler. Der Olympiasieger von 2024 war 2023 mit der niederländischen Nationalmannschaft Weltmeisterschaftsdritter. Bei Europameisterschaften gewann er bis 2023 zweimal Gold und einmal Bronze.

## Sportliche Karriere
2017 debütierte Wortelboer in der Nationalmannschaft. In 118 Länderspielen erzielte der Verteidiger 6 Tore.(Stand 8. August 2024)
Seine erste große internationale Meisterschaft war die Europameisterschaft 2017 in Amsterdam. Die niederländische Mannschaft besiegte im Halbfinale das englische Team mit 3:1. Im Finale gewannen die Niederländer mit 4:2 über die belgische Mannschaft. Wortelboer war in allen fünf Spielen dabei. Erst sechs Jahre später spielte Wortelboer wieder bei einer großen internationalen Meisterschaft. Bei der Weltmeisterschaft 2023 in Bhubaneswar erkämpften die Niederländer den dritten Platz hinter den Deutschen und den Belgiern, nachdem sie im Halbfinale gegen die Belgier im Shootout verloren hatten. Im August 2023 bei der Europameisterschaft in Mönchengladbach gewannen die Niederländer im Halbfinale mit 3:2 gegen Belgien und im Finale 2:1 gegen England. Wortelboer wirkte in allen fünf Spielen mit. Im August 2024 bei den Olympischen Spielen in Paris besiegten die Niederländer im Viertelfinale die Australier mit 2:0. Nach einem 4:0-Sieg im Halbfinale gegen die Spanier gewannen die Niederländer im Endspiel gegen die Deutschen im Shootout, nachdem es am Ende der regulären Spielzeit 1:1 gestanden hatte. Wortelboer war in allen acht Spielen dabei und erzielte insgesamt zwei Tore.
Auf Vereinsebene spielte Wortelboer zuerst in Teteringen, später bei HC ’s-Hertogenbosch und beim HC Bloemendaal, mit dem er mehrfach niederländischer Meister war.